# Hans-Erlwein-Gymnasium Dresden
Das Hans-Erlwein Gymnasium Dresden, abgekürzt HEG, ist ein Gymnasium in Sachsens Landeshauptstadt Dresden. Es befindet sich im Dresdner Stadtteil Gruna. Die Schule in der Eibenstocker Straße 30 hieß ab 1992 Gymnasium Dresden-Gruna. Seit dem Jahr 2004 trägt sie den Namen Hans-Erlwein-Gymnasium nach Stadtbaurat Hans Erlwein, der das denkmalgeschützte Gebäude im Stil der Reformarchitektur bis 1914 erbaute.
Die Schule wurde mit den Preisen „Schule mit Idee“ und dem „Qualitätssiegel für Berufs- und Studienorientierung“ ausgezeichnet und gehört zum Netzwerk „Schule ohne Rassismus – Schule mit Courage“, wofür jährlich der Toleranz- und Thementag veranstaltet wird.
Das Motto der Schule lautet: „Wir konstruieren Räume für die Gestalter von morgen.“

## Schulgebäude
Das Schulgebäude besteht aus zwei Flügeln, dem Nordflügel, der in Richtung Eibenstocker Straße liegt, und dem Südflügel, der in Richtung Hepkestraße liegt. Die Schule hat fünf Stockwerke inklusive Erdgeschoss sowie zusätzlich Keller und Dachboden. Zwischen Nord- und Südflügel befindet sich im Erdgeschoss der Speiseraum und die Schulbibliothek sowie im ersten Stock eine Aula. Im ersten, zweiten, dritten und vierten Stock befinden sich Durchgänge zwischen dem Nord- und Südflügel. An der Hepkestraße liegen auf dem Schulgelände die 3-Feld-Turnhalle mit angrenzender Weitsprunganglage, 100-m-Bahn sowie einem Tartan-Multifunktionsfeld. Des Weiteren gibt es auf dem Schulhof das so genannte Grüne Klassenzimmer; ein runder Sitzkreis. Der Schulhof befindet sich an der Junghansstraße und zwischen Grünem Klassenzimmer und Südflügel. Bis 2014 wurde die Schule saniert.

## Schülerzeitung
Das Hans-Erlwein-Gymnasium hat offiziell die älteste Schülerzeitung Dresdens. Heute wird diese unter dem Namen Riss geführt.
Seit April 2021 gibt es den inoffiziellen Podcast 25 Minuten Pause, der Comedy und Lehrerinterviews beinhaltet.

## Geschichte
1911 wurde beschlossen, dass auf der Flur zwischen Striesen und Gruna der Neubau einer Schule entstehen sollte. Dieser Neubau wurde am 21. April 1914 durch das Hochbauamt übergeben, er war für die damalige Zeit sehr modern eingerichtet, beispielsweise mit elektrischem Licht. Neben den Eingängen waren die Räume des Hausmeisters, sodass Zuspätkommer ertappt werden konnten. Auf Hygiene wurde geachtet, es wurde beobachtet, ob die Schüler sich die Hände wuschen. Heute sieht man davon nur noch im Erdgeschoss eine funktionslose Tür unmittelbar neben dem Zugang zu den Toiletten. Die Lehrer und Schüler wurden aus der davor bestehenden Grunaer Dorfschule, die bereits seit 1901 31. Bezirksschule hieß, dorthin umgeschult. Der erste Direktor hieß Papsdorf. Im Schulgebäude war gleichzeitig eine Außenstelle der „X. Bürgerschule“ untergebracht. Während des Ersten Weltkrieges 1914–1918 musste das neue Schulgebäude alle Schulklassen der X. Bürgerschule unterbringen. Die modern ausgestattete Küche wurde als „Volksküche“ für bedürftige Menschen eingesetzt. Der anfänglich auf dem Dach befindliche Kupferschmuck wurde durch Zinkblech ersetzt. Ab 1919 hieß die Schule „31. Volksschule“. Ab 1920 wurde auf der Seite des heutigen Nordflügels im 3. und 4. Stockwerk die „1. Mädchenschule“ untergebracht.

## Bildungsangebot
Zu wählen sind bei Schulantritt Russisch oder Französisch als zweite Fremdsprache ab der sechsten Klasse sowie Ethik, evangelische oder katholische Religion. Die Schule bietet ein naturwissenschaftliches Profil (NaWi), ein gesellschaftswissenschaftliches Profil (GeWi) und ein sprachliches Profil (Italienisch) an.